# Dioclea
Dioclea är ett släkte av ärtväxter. Dioclea ingår i familjen ärtväxter.

## Bildgalleri

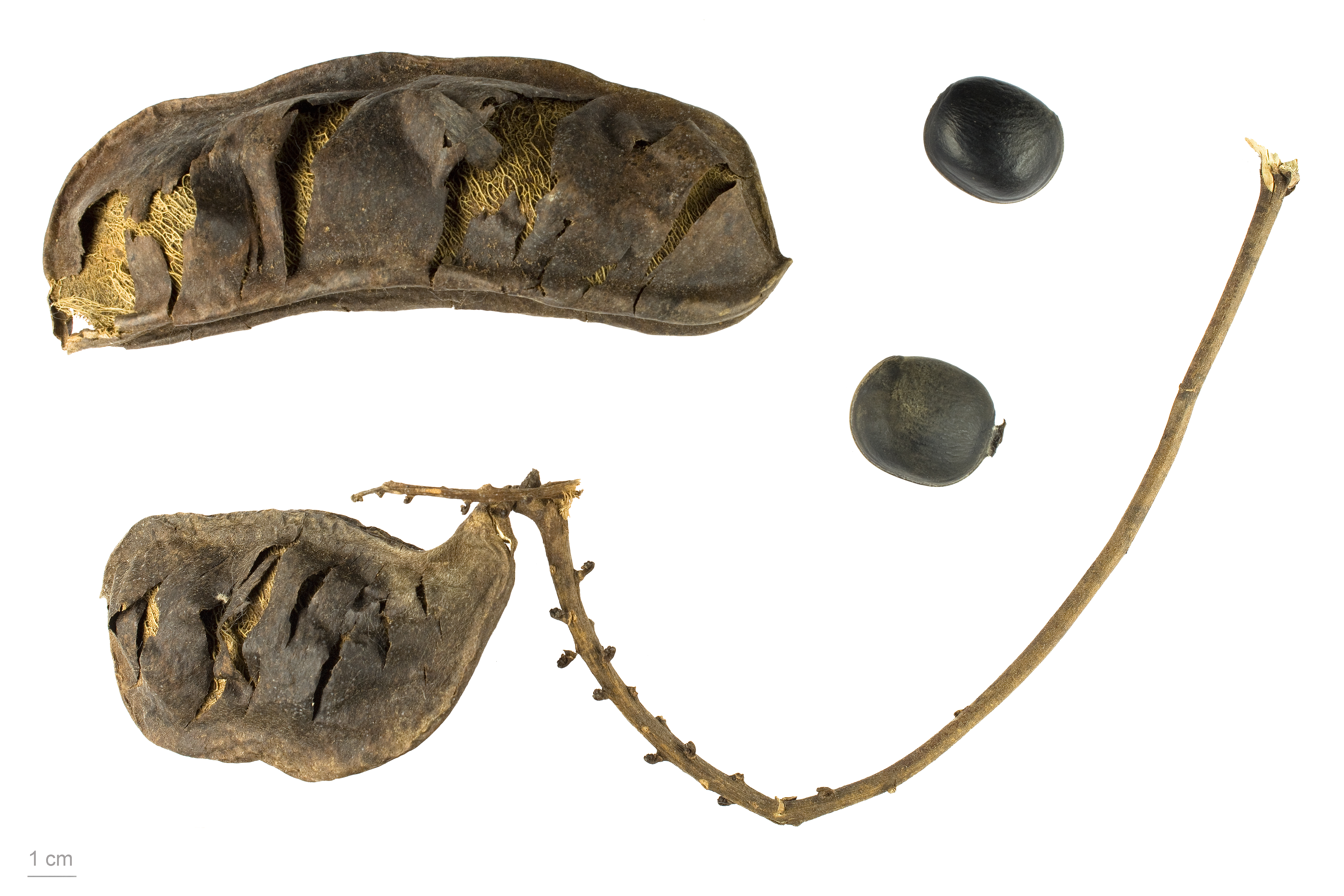
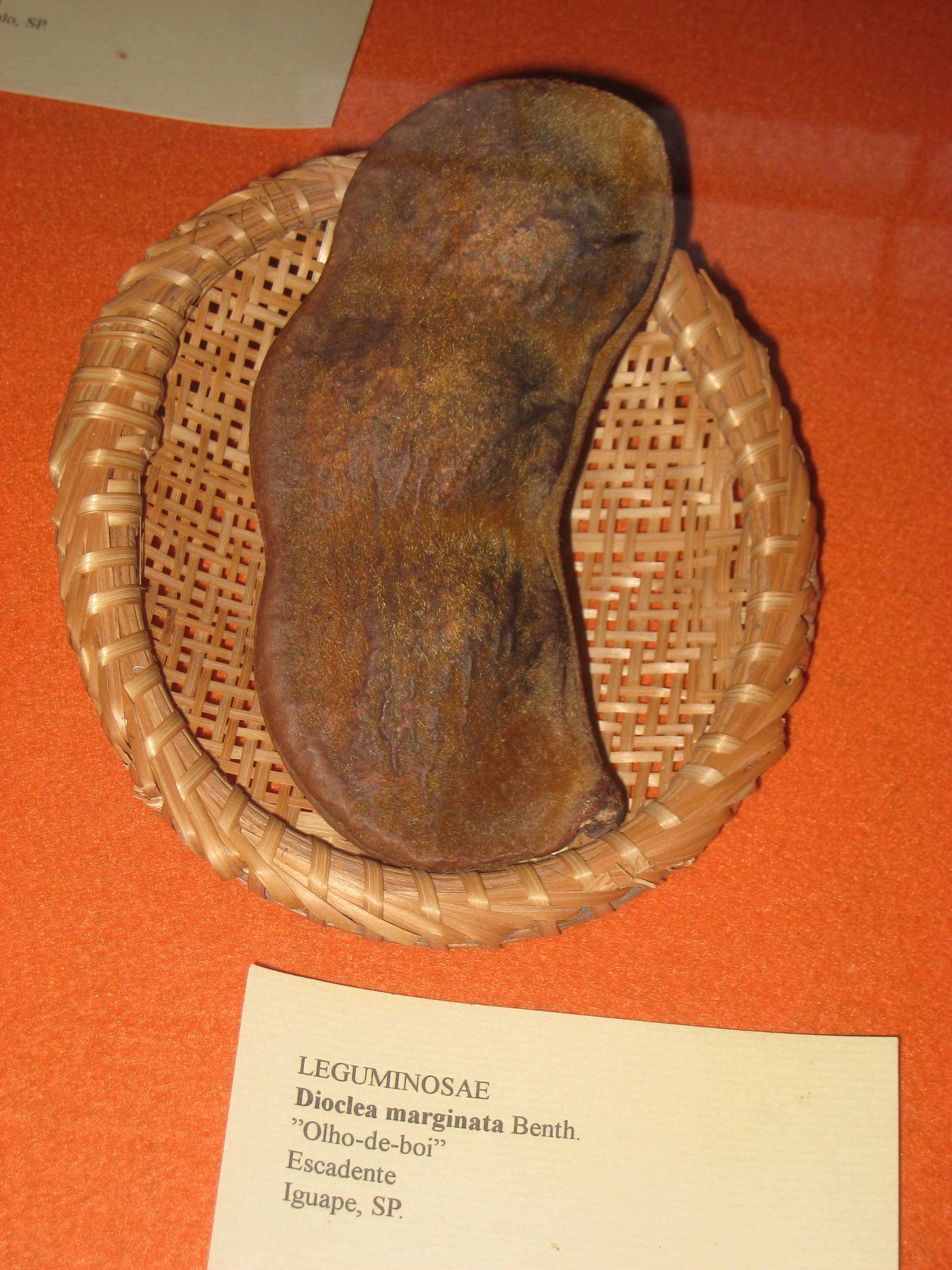

## Dottertaxa tillDioclea, i alfabetisk ordning[1]
- Dioclea albiflora
- Dioclea apurensis
- Dioclea aurea
- Dioclea bicolor
- Dioclea burkartii
- Dioclea cassinoides
- Dioclea coriacea
- Dioclea decandra
- Dioclea densiflora
- Dioclea dichrona
- Dioclea dictyoneura
- Dioclea edulis
- Dioclea erecta
- Dioclea ferruginea
- Dioclea fimbriata
- Dioclea flexuosa
- Dioclea funalis
- Dioclea glabra
- Dioclea grandiflora
- Dioclea guianensis
- Dioclea hexandra
- Dioclea holtiana
- Dioclea huberi
- Dioclea javanica
- Dioclea latifolia
- Dioclea lehmannii
- Dioclea leiantha
- Dioclea macrantha
- Dioclea macrocarpa
- Dioclea malacocarpa
- Dioclea marginata
- Dioclea megacarpa
- Dioclea mollicoma
- Dioclea mollis
- Dioclea odorata
- Dioclea ornithoryncha
- Dioclea paniculata
- Dioclea pulchra
- Dioclea reflexa
- Dioclea rigida
- Dioclea rostrata
- Dioclea ruddiae
- Dioclea rufescens
- Dioclea schimpffii
- Dioclea schottii
- Dioclea sclerocarpa
- Dioclea sericea
- Dioclea ucayalina
- Dioclea umbrina
- Dioclea wilsonii
- Dioclea violacea
- Dioclea virgata